# عملات الدولار النيوفندلاندي
أنتجت نيوفندلاند (بالإنجليزية: Newfoundland) -وهي مستعمرة بريطانية منفصلة- عملتها العشرية الخاصة بها بين عامي 1865 و1947. تتمتع عملات نيوفندلاند بأهمية تاريخية، حيث كانت نيوفندلاند مستعمرة بريطانية حتى عام 1907، ودومينيون حتى عام 1949، عندما أصبحت نيوفندلاند ولابرادور المقاطعة العاشرة في كندا.

## المسكوكات الرمزية للتُّجّارِ

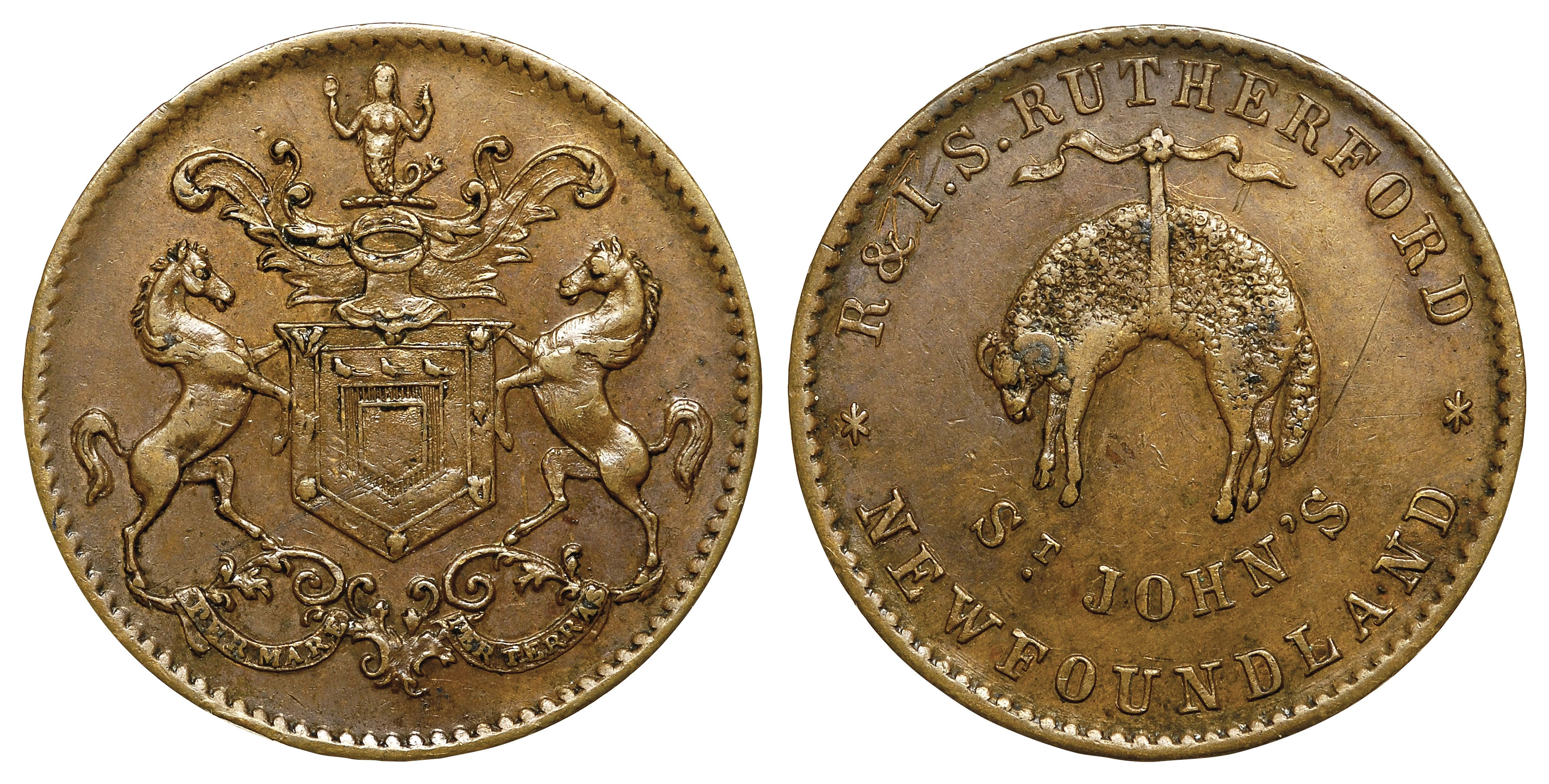
عملة نصف بنس من نيوفندلاند روثرفورد (سانت جونز) حوالي عام 1840

### الإخوة رذرفورد
كانت أولى المسكوكات الرمزية للتجار في نيوفندلاند عبارة عن قطع نصف بنس أصدرها الأخوان روبرت وإي إس رذرفورد في سانت جونز في عامي 1840 و1841. هناك نوعان منها، نوع مؤرخ ونوع غير مؤرخ.
في عام 1846، بعد أن دمّر حريق متجر سانت جونز، افتتح اثنان آخران من إخوة رذرفورد (جورج وأندرو) متجرًا جديدًا في هاربور جريس، وأصدرا مجموعة ثانية من المسكوكات، مكتوبًا عليها (RUTHERFORD BROS). تم سكّ هذه القطع بواسطة شركة رالف هيتون وأبناؤه في برمنغهام بإنجلترا (المعروفة باسم دار هيتون للسك). تتميز هذه القطع بشيء فريد، فهي تحمل علامة الطبع 'RH' فوق التاريخ.

### عملة بيتر موسلين
تم إصدار قطعة أخرى في نيوفندلاند في أربعينيات القرن التاسع عشر بواسطة بيتر موسلين (Peter M'Auslane)، وهو تاجر عام في سانت جونز. وفي أعقاب حريق سانت جونز عام 1846 الذي دمر أعماله، غادر نيوفندلاند واستقر في كندا العليا (أونتاريو حاليًا).
الوجه الأمامي لهذه القطعة النادرة جدًا منقوش عليه (PETER M'AUSLANE St. JOHNS NEWFOUNDLAND')، والوجه الخلفي منقوش عليه (SELLS ALL SORTS OF SHOP & STORE GOODS).

### الإصدارات المجهولة
هذه القطع لا تحمل اسم الجهة المصدرة أو اسم المكان. كان هناك إصداران من هذه القطع، هما: نصف بنس مؤرخ عام 1858، ونصف بنس مؤرخ عام 1860.
عملة نصف بنس لعام 1858، وهي نادرة جدًا، تحتوي على سفينة على الوجه الأمامي تشبه عملات (Halfpenny Ship) من جزيرة الأمير إدوارد. يظهر تاريخ 1858 وحده في منتصف الوجه الخلفي.
عملة نصف بنس 1860 النادرة تحمل تاريخ 1860 في وسط الوجه الأمامي داخل دائرة. تم وضع نقش (FISHERY RIGHTS FOR NEWFOUNDLAND) خارج الدائرة الداخلية. أما الوجه الخلفي لهذه القطعة، فيحتوي على النقش (RESPONSIBLE GOVERNMENT) حول الحافة الخارجية، و(AND FREE TRADE) في مركز الوجه الخلفي. تُعبّر هذه القطعة عن بيان سياسي يروج للصناعة السمكية، ويؤكد المطالبة بالحكومة المسؤولة."

## عملة الدولار النيوفندلاندي (1865–1947)
في عام 1865، تحولت نيوفندلاند إلى العملة العشرية على خُطى كندا، ونيو برونزويك، ونوفا سكوشا. تم إصدار عملة تجريبية في عام 1864، وكذلك السنتات النمطية.
كانت نيوفندلاند المستعمرة البريطانية الوحيدة في أمريكا الشمالية التي كانت تمتلك عملتها الذهبية الخاصة (على الرغم من أن دار سك العملة في أوتاوا أنتجت أيضًا عملات ذهبية). في البداية، كان من المقرر أن يكون الدولار ذهبيًا، ولكن تقرر أنه قد يفقده الصيادون بسبب صغر حجمه. وهكذا تم اختيار فئة الدولارين للعملة الذهبية.  تم تحديد ثلاث فئات (متكافئة) على العملة المعدنية، حيث كانت مسماة بـ 2 دولار، و200 سنت، و100 بنس (القيمة المعادلة بالجنيه الإسترليني).
أحد الأمور التي تميز الإصدارات اللاحقة من عملات الدولار هو أنها تحمل صورة الملك جورج السادس بتاج، والتي صممها بيرسي ميتكالف. عادةً ما تُستخدم هذه الصورة في المستعمرات التاجية مثل هونغ كونغ ومالايا والهند، بينما في العملات الكندية العادية يتم استخدام صورة الملك دون تاج، من تصميم همفري باجيت.

### مجموعة كاملة من عملات الدولار النيوفندلاندي
| الملك(ة)      | القيمة   | الوجه الأمامي/الوجه الخلفي | تاريخ الإصدار                                                                            | التصميم                                                                      |
| ------------- | -------- | -------------------------- | ---------------------------------------------------------------------------------------- | ---------------------------------------------------------------------------- |
| فيكتوريا      | 1 سنت    |                            | 1865, 1872(H) 1873, 1876(H) 1880, 1885 1888, 1890 1894, 1896                             | هوراس موريهين (التصميم) توماس مينتون (النّقش)                                 |
| فيكتوريا      | 5 سنتات  |                            | 1865, 1870 1872(H), 1873 1876(H), 1880–81 1882(H), 1885 1888, 1890 1894, 1896            | ليونارد تشارلز ويون ‏                                                         |
| فيكتوريا      | 10 سنتات |                            | 1865, 1870 1872(H), 1873 1876(H), 1880 1882(H), 1885 1888, 1890 1894, 1896               | ليونارد تشارلز ويون ‏                                                         |
| فيكتوريا      | 20 سنتا  |                            | 1865, 1870 1872(H), 1873 1876(H), 1880–81 1882(H), 1885 1888, 1890 1894, 1896 1899, 1900 | ليونارد تشارلز ويون ‏ وهوراس موريهين                                          |
| فيكتوريا      | 50 سنتا  |                            | 1870, 1872(H) 1873–74, 1876(H) 1880–81, 1882(H) 1885, 1888 1894, 1896 1898–1900          | ليونارد تشارلز ويون ‏                                                         |
| فيكتوريا      | دولارين  |                            | 1865, 1870 1872, 1880–81 1882(H), 1885 1888                                              | ليونارد تشارلز ويون ‏                                                         |
| إدوارد السابع | 1 سنت    |                            | 1904(H) 1907 1909                                                                        | جورج ويليام دي سولز ‏ (الوجه الخلفي) هوراس موريهين (الوجه الأمامي)            |
| إدوارد السابع | 5 سنتات  |                            | 1903 1904(H) 1908                                                                        | جورج ويليام دي سولز ‏                                                         |
| إدوارد السابع | 10 سنتات |                            | 1903 1904(H)                                                                             | جورج ويليام دي سولز ‏                                                         |
| إدوارد السابع | 20 سنتا  |                            | 1904(H)                                                                                  | جورج ويليام دي سولز ‏ (الوجه الخلفي) وليام هنري جيمس بلاكمور ‏(الوجه الأمامي)  |
| إدوارد السابع | 50 سنتا  |                            | 1904(H) 1907–09                                                                          | جورج ويليام دي سولز ‏ (الوجه الخلفي) وليام هنري جيمس بلاكمور ‏ (الوجه الأمامي) |
| جورج الخامس   | 1 سنت    |                            | 1913 1917(C) 1919–20(C) 1929 1936                                                        | بيرترام ماكينال ‏ (الوجه الخلفي) هوراس موريهين (الوجه الأمامي)                |
| جورج الخامس   | 5 سنتات  |                            | 1912 1917(C) 1919(C) 1929                                                                | بيرترام ماكينال ‏ (الوجه الخلفي) جورج ويليام دي سولز ‏ (الوجه الأمامي)         |
| جورج الخامس   | 10 سنتات |                            | 1912 1917(C) 1919(C)                                                                     | بيرترام ماكينال ‏ (الوجه الخلفي) جورج ويليام دي سولز ‏ (الوجه الأمامي)         |
| جورج الخامس   | 20 سنتا  |                            | 1912                                                                                     | بيرترام ماكينال ‏ (الوجه الخلفي) وليام هنري جيمس بلاكمور ‏ (الوجه الأمامي)     |
| جورج الخامس   | 25 سنتا  |                            | 1917(C) 1919(C)                                                                          | بيرترام ماكينال ‏ (الوجه الخلفي) وليام هنري جيمس بلاكمور ‏ (الوجه الأمامي)     |
| جورج الخامس   | 50 سنتا  |                            | 1911 1917–19(C)                                                                          | بيرترام ماكينال ‏ (الوجه الخلفي) وليام هنري جيمس بلاكمور ‏ (الوجه الأمامي)     |
| جورج السادس   | 1 سنت    |                            | 1938, 1940 1941(C), 1942 1943–44(C) 1947(C)                                              | بيرسي ميتكالف (الوجه الخلفي) والتر نيومان (الوجه الأمامي)                    |
| جورج السادس   | 5 سنتات  |                            | 1938, 1940–43(C) 1944–47(C)                                                              | بيرسي ميتكالف (الوجه الخلفي) جورج ويليام دي سولز ‏ (الوجه الأمامي)            |
| جورج السادس   | 10 سنتات |                            | 1938, 1940 1941–44(C) 1945–47(C)                                                         | بيرسي ميتكالف (الوجه الخلفي) جورج ويليام دي سولز ‏ (الوجه الأمامي)            |

## ملحوظات
1. ↑  يجمع تاريخ الإصدار مع وجود أو غياب العلامة الخاصة بالسك لتحديد مكان إصدار العملة. العملات الكندية التي تم إصدارها بين عامي 1858 و1907 تم سكها في إنجلترا، إما بواسطة دار سك العملة الملكية في لندن (بدون علامة سك)، أو بواسطة دار هيتون للسك في برمنغهام (بعلامة سك حرف "H").[5] وفي عام 1908، افتتحت دار السك الملكية فرعًا في أوتاوا واستخدمت حرف "C" كعلامة سك.[6]
2. ↑  تم سك عملات 5 سنتات نيوفندلاند لعام 1873 مع وجود وغياب علامة السك "H".
3. ↑  عملات 1871H نادرة وتحمل تصميم الوجه الخلفي لكندا. جميع عملات الثمانينيات من القرن التاسع عشر تحتوي على الرقم 8 الثاني منقوشًا فوق الرقم 7.
4. ↑  عملة الذهب من فئة دولارين لعام 1880 نادرة، حيث بلغ إجمالي إنتاجها 2500 قطعة.[13]
5. ↑   في عامي 1944 و 1945، تم تعديل محتوى عملات الخمسة سنتات والعشرة سنتات (على التوالي) التي تحمل صورة جورج السادس بشكل طفيف، ولكن دون تغيير في التصميم. تم تقليل نقاوة الفضة من 0.9259 إلى 0.8000، مما أدى إلى تغيير في وزن الفضة في كل من عملات الخمسة سنتات (من 0.0350 أونصة إلى 0.0300 أونصة)[26] وعملات العشرة سنتات (من 0.0701 أونصة إلى 0.0600 أونصة).[24]
6. ↑  عملة العشرة سنتات لعام 1946C نادرة بإجمالي إنتاج يبلغ 2,041 قطعة.[26]
7. ↑   في عامي 1944 و1945، تم تعديل محتوى عملات الخمسة سنتات والعشرة سنتات (على التوالي) التي تحمل صورة جورج السادس بشكل طفيف، ولكن لم يتم تعديل التصميم. تم تقليل نقاء الفضة من 0.9259 إلى 0.8000، مما أدى إلى تغيير في وزن الفضة في كل من عملات الخمسة سنتات (من 0.0350 أونصة إلى 0.0300 أونصة)[26] وعملات العشرة سنتات (من 0.0701 أونصة إلى 0.0600 أونصة).[24]

## المعلومات الكاملة للمراجع
- Berman، Allen G. (2008). Warman's Coins And Paper Money: Identification and Price Guide (ط. 4). Krause Publications. ISBN:978-0-89689-683-3. مؤرشف من الأصل في 2017-01-27.
- Cuhaj، George S.، المحرر (2012). Canadian Coin Digest (ط. 2). Krause. ISBN:978-1-4402-2985-5.
- Coins of Canada by J.A. Haxby & R.C. Willey.